# Isolasia biramata
Isolasia biramata là một loài bướm đêm trong họ Noctuidae.